# Mare Anguis
Mer du Serpent

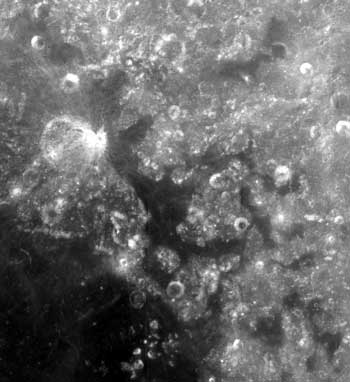
Mare Anguis

Mare Anguis (la Mer du Serpent) est une Mare lunaire située sur la face visible de la Lune, d'un diamètre d'environ 150 km. Située dans le bassin de Crisium, Mare Anguis a été formée pendant la période du Nectarien.